# Broumov u Zadního Chodova
Broumov (deutsch Promenhof) ist eine Gemeinde mit 134 Einwohnern (Stand: 1. Januar 2023) in Tschechien. Sie liegt in 573 m ü. M. am Hammerbach (Hamerský potok) im Oberpfälzer Wald 4 km östlich der bayerischen Grenze und gehört dem Okres Tachov an. Zur deutschen Nachbargemeinde Mähring besteht eine Straßenverbindung.

## Geschichte
Promenhof wurde 1523 erstmals erwähnt. Zum Ort gehören zwei kleine Schlösschen, die im Auftrag der Gutsherren im 18. Jahrhundert errichtet worden sind, darunter „U Sv. Vita“, das Schlösschen St. Veit. Promenhof gehörte seinerzeit zum Gut von Kuttenplan.
Seit dem 16. Jahrhundert wurde Bergbau betrieben und besonders Blei, Eisen und Kupfererz abgebaut. Eine Eisenhütte wird in Aufzeichnungen aus dem Jahr 1749 erwähnt, die später durch eine Blechwalzerei und Drahterei ergänzt und erst in der zweiten Hälfte des 19. Jahrhunderts eingestellt wurde. Im Ort bestand ein Blaufarbenwerk, das im Jahre 1780 wegen Erschöpfung des Cobaltbergbaus stillgelegt wurde. 1855 begann die Wiederaufnahme des Bergbaus.
1939 lebten in der Gemeinde einschließlich ihrer Ortsteile Neu Haimhausen und Galtenstallung 658 Einwohner.
Nach dem Münchner Abkommen wurde der Ort dem Deutschen Reich zugeschlagen und gehörte bis 1945 zum Landkreis Tachau.

## Kultur und Sehenswürdigkeiten

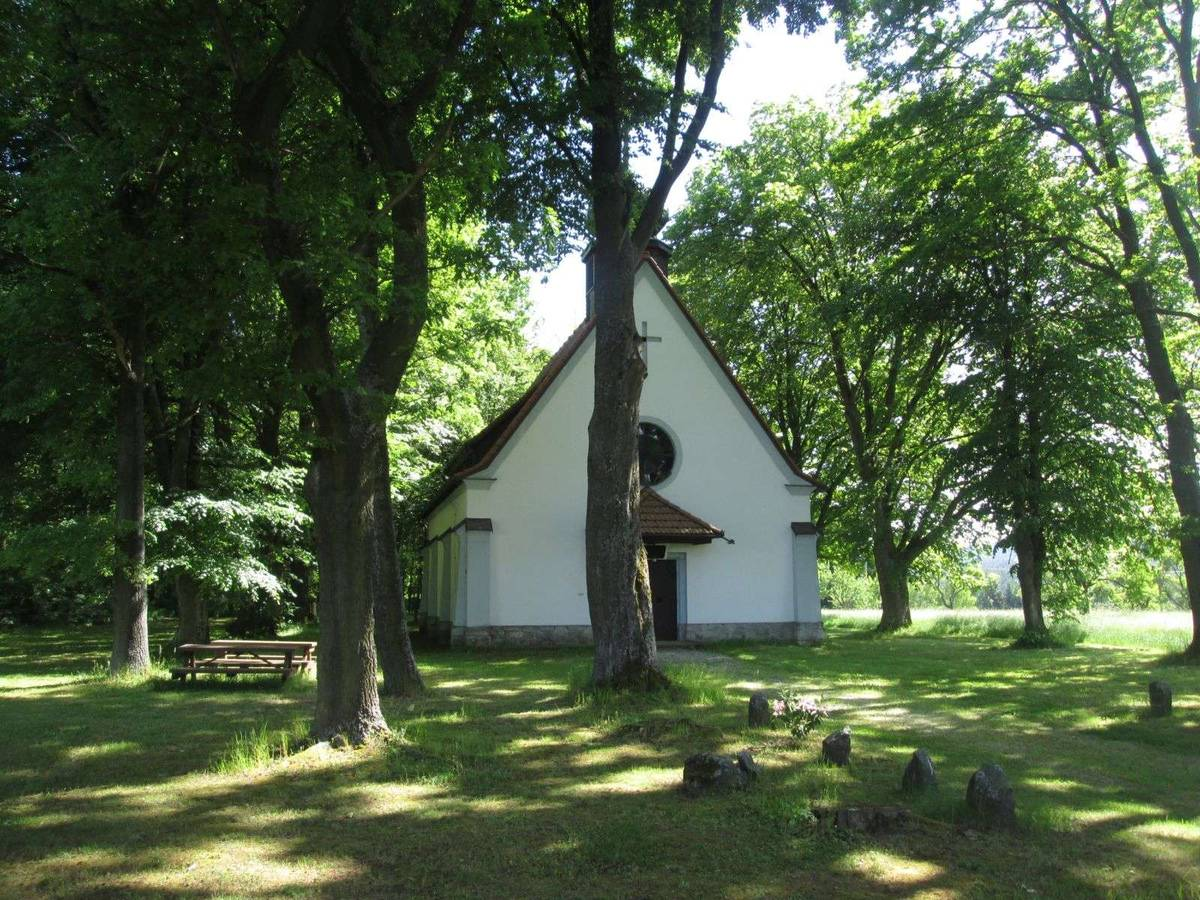
St. Anna-Kirche

Die im Ort befindliche St. Anna-Kirche wurde Anfang der 1930er Jahre eingeweiht und war eine Filialkirche der Dreifaltigkeitskirche in Hinterkotten. Sie wurde nach einer Inschrift am Kircheneingang erbaut „im Vertrauen an Gott … von Walter Graf von Berchem und den Einwohnern der Gemeinde Promenhof“ zum Andenken an die in den Kriegen Gefallenen. Vor der Kirche befinden sich Gedenksteine für deutsche Soldaten, die im Zweiten Weltkrieg gefallen sind. Hinter der Kirche liegt der Friedhof mit ausschließlich deutschen Grabsteinen.
Da sich das Bistum zur Sanierung der Kirche nicht in der Lage sah, wurde die St. Anna-Kirche im Jahr 2001 der Gemeinde Broumov übereignet. Im Jahr 2006 wurde die Generalsanierung der Kirche abgeschlossen, wobei die Materialkosten sowie die Kosten für die Arbeiten, die nicht in Eigenleistung von Gemeindearbeitern und freiwilligen Helfern erbracht werden konnten, bei rund einer Million tschechischen Kronen lagen.
In der Umgebung des Ortes befinden sich einige sehenswerte Bäume, darunter die Broumover Esche am Ufer des Hammerbachs.

## Gemeindegliederung
Zum Gebiet der Gemeinde gehören heute die Fluren der aufgelassenen Dörfer Nový Haimhausen (Neu Haimhausen) und Jalový Dvůr (Galtenstallung).

## Persönlichkeiten
- Richard Rudolf Herrmann (1945–2014), in Galtenstallung geborener Offizier der NVA, Erfinder und Unternehmer